# Arthur Lindo Patterson
Arthur Lindo Patterson (nacido el 23 de julio de 1902 en Nelson (Nueva Zelanda); fallecido el 6 de noviembre de 1966 en Filadelfia, Estados Unidos) fue un cristalógrafo estadounidense. En 1934, descubrió un método para resolver sistemáticamente el problema de las fases en los experimentos de difracción de rayos X, conocido como el método de Patterson.

## Biografía
Patterson nació como ciudadano británico en 1902 en Nueva Zelanda, donde su padre trabajaba como comerciante. Poco después, la familia se mudó a Montreal (Canadá) y más tarde a Londres. En 1920, Patterson regresó a Canadá y comenzó sus estudios en la Universidad McGill en Montreal. Al principio, se concentró en las matemáticas, pero pronto empezó a interesarse por la física. Su tesis versó sobre la producción de rayos X duros, y de ahí surgió su interés en los usos de los rayos X.
Entre 1924 y 1926, Patterson tuvo la oportunidad de llevar a cabo investigaciones en el laboratorio de William Bragg en Londres, donde se instruyó en el análisis de las estructuras cristalinas.
En 1926 se trasladó al Instituto Kaiser Wilhelm de Química de Fibras en Berlín. Allí trabajó en la difracción de rayos X de fibras de celulosa. En los coloquios sobre física celebrados semanalmente en Berlín conoció a científicos como Max von Laue, Albert Einstein, Max Planck, Walther Nernst, Hans Bethe, Otto Hahn, Lise Meitner y Eugene Paul Wigner.
En el otoño de 1927, Patterson regresó a McGill y obtuvo su doctorado. En 1933, empezó a trabajar en el laboratorio de rayos X del Instituto Tecnológico de Massachusetts Boston. Durante este tiempo, en 1934, publicó su primer artículo sobre el método de Patterson, basado en lo que él llamaba serie {\displaystyle |F^{2}|}. La primera aplicación práctica del método fue la solución de la estructura del potasio.
Entre 1936 y 1949, Patterson fue profesor asistente de física en el Bryn Mawr College (Pensilvania). En 1945, recibió la nacionalidad estadounidense. En 1949 se trasladó al Instituto Fox Chase para la Investigación del Cáncer de Filadelfia, donde investigó las estructuras de varias sustancias. Allí permaneció hasta su muerte en el año 1966.